# 原罪

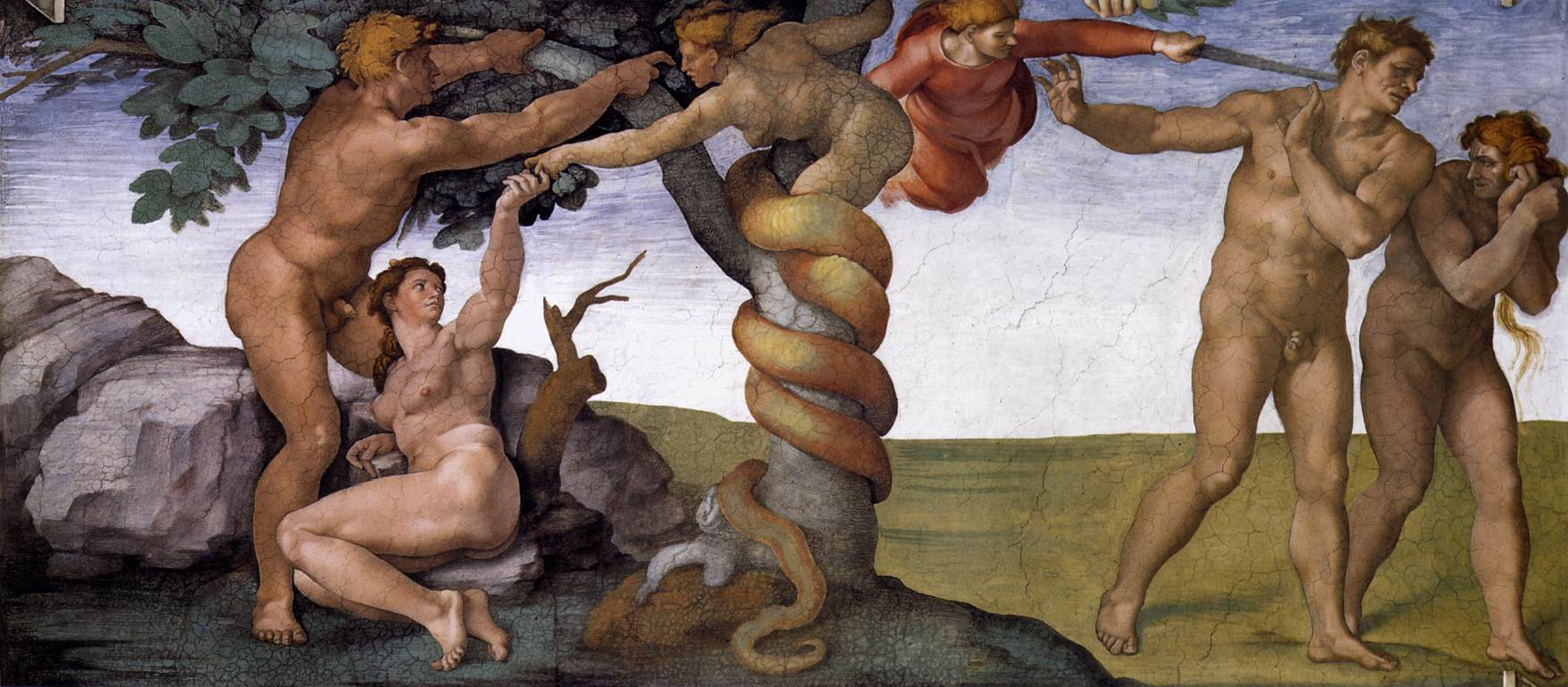
ミケランジェロの『原罪と楽園追放』

原罪（げんざい、英語: original sin, ラテン語: peccatum originale）は、キリスト教内の西方教会において最も一般的な理解では、アダムとイヴから受け継がれた罪のこと。

## 概要
ユダヤ教では、「アダムの犯した罪が全人類に及ぶ」とする「いわゆる原罪」の概念を採る説もあるが、多数派はそのような見解を否定する。
現代の西方教会においては、罪が全人類に染み渡っていて罪を不可避的にする状態の中に、全人類が誕生して来る状態を指す表現として理解される傾向がある。しかし、西方教会内でも教派ごとに様々な見解がある。
また正教会では、原罪についての理解が西方教会とは異なるのに止まらず、そもそも原罪という語彙自体が避けられる場合もある。正教会では原罪につき厳密な定義をためらい、定理とすること（教義化）を避けて今日に至っている。

## 創世記該当箇所
原罪概念の前提となっているアダムとイヴ（女）による罪は、創世記3章に記されている。創世記の1章から3章までは多くの聖書註解書において1節ごとに詳細かつ重要視される註解がなされる箇所であり、しかも教派・思想の違いによる見解の差も小さく無い。以下の簡潔な記述は、あくまで創世記で原罪にかかる該当箇所の概要に止まるものである。
神は楽園に人を置き、あらゆるものを食べて良いと命じたが（創世記2章15節 - 17節）、善悪を知る知識の木の実のみは「取って食べると死ぬであろう」として食べることを禁じた。しかし蛇にそそのかされた女が善悪の知識の木の実を食べ、女に勧められたアダムも食べた（創世記3章1節 - 7節）。ここで蛇は女に強制しておらず（強制できず）、女もアダムに強制してはいないことが、女とアダムそれぞれ自身の意志によって犯された責任ある罪であることを意味するものとして言及される。ここでの蛇は悪魔を意味すると言う解釈が伝統的になされるが（特に正教会・カトリック教会においては現在もそう捉えられる）、狡猾なうそつきの一動物であって悪魔を意味するものではないとする解釈や、「蛇は悪魔を意味する」のではなく「蛇の背後に悪魔が存在する」とする解釈などが（特にプロテスタントで）なされることがある。
その後、神は自分の命令に背いたアダムと女に対して何を行ったのかを問いかけたが、アダムは神に創られた女が勧めたからとして神と女に責任転嫁をし、女は蛇に騙されたと責任転嫁をした（創世記3章9節 - 13節）。ここでの神がした問いかけは単なる質問ではない（神は全知全能なので知らないことはない）。人に問いかけることで、罪の自覚を促し、悔い改めの機会を与えるものであった。しかしアダムも女も、責任転嫁に終始してこれに応えなかった。
神は蛇を呪い、女の子孫がおまえのかしらを砕くと預言した（創世記 3:14 - 15）。これは神の母マリアから生まれたイエス・キリストが、十字架を以て悪魔を破壊することであるとされたり（ガラテヤの信徒への手紙 3:16, 26、ヨハネの手紙一 3:8 - 10、正教会における解釈例）、悪魔と戦うことであるとされたりする（カトリック教会における解釈例）。他方プロテスタントの中には、長い時を経る中でそのような救いの展開はあったものの、この箇所ではそこまで直接的な預言はされていないと解釈する者もいる。このように教派等によって様々な見解の差はあるものの、この箇所は直接的にせよ間接的にせよイエス・キリストが悪に対して致命的打撃を与える預言であり「原福音」とする基本的解釈については、概ね一致している。
女に対しては産みの苦しみと夫からの支配を、アダムに対しては地から苦しんで食物を取ることと土にかえることを預言した（創世記3章16節 - 19節）。神はアダムとイヴのために皮の着物を造ってアダムとイヴに着せた。なお、3章20節で女の「イヴ」という名が出て来る（創世記3章20節 - 21節）。ここで神が人類に下した判決において、その後の苦しみが指摘されているが、蛇に対してのような「呪い」はなされていない。皮の着物が与えられたことには、神の絶えない愛が表されているとも解釈される。
神は人（アダムとイヴ）を楽園から追放した（創世記3章22節）。この楽園追放（失楽園）についても、教派・思想によって解釈が異なっている。

## 教理史
初代教会には原罪の教理について様々な見解があった。
2世紀のエイレナイオスは、全ての人類の頭であるアダムにおいてすべての人類が文字通り罪を犯したとした。テルトゥリアヌスは初めて、アダムとイヴから人類全てが受け継ぐものとして原罪を理解した。他方アレクサンドリアのクレメンスは、原罪は全ての人間が罪を犯すという事実を表す象徴であると主張し、原罪は現行罪の不可避性を表現するものと理解した（場合によっては、クレメンスは原罪説を否定していると解されることもある）。
受け継がれるものとしての原罪について詳細に説明し、「アダムから遺伝された罪」とし、両親の性交を遺伝の機会として解釈したのは、アウグスティヌスである。カトリック教会（西方教会）は、オランジュ公会議（529年、Councils of Orange）において、原罪にかかるアウグスティヌスの教えを承認した。
アウグスティヌスはアダムとイブが恥じ、陰部を隠したのは性行為を行ったからであると解釈し、それを原罪とした。
宗教改革以降、アウグスティヌスの教え、およびオランジュ公会議のカノンなどの影響を受け、改革派教会は原罪にかかる教理として全的堕落説を展開した。これに対し、カトリック教会はトリエント公会議（1546年 - 1547年）において予定説とともに全的堕落説を否定することを確認し、アウグスティヌスの教えについて誤解している（とカトリック教会は考えた）プロテスタントの教えを否定し、原罪にかかる教理を確認した。
一方、正教会は上述のように公会議や教義論争を通じて原罪の概念の定式化に努めた西方教会と異なり、同概念につき、公会議による定理化（教義化）を避けてきており、その理解には様々な見解の余地がある多様性がある。ニッサの聖グリゴリイ（ニュッサのグレゴリオス）をはじめとしたギリシャ聖師父を引証しつつ、アダムとイヴの堕落の結果は肉体のみならず道徳的な面にも及ぶと理解されるが、アウグスティヌスのような「弱さと同時に罪責を（受け継いだ）」とするような「法律的な」理解は避けられる。

## 西方教会

### カトリック教会
カトリック教会において原罪とは、人類の歴史の出発点にある人祖（アダム）の罪であるとされ、その罪とは神に対する不従順であることは間違いないとされる。
他方、人祖の罪が具体的に何であるかは不明であり、神と善のみが理にかなった光であり悪は不可思議なものであり続けるともされ、原罪には完全に理解され得ない神秘的な面があるとされる。
なお、原罪の教理はローマの信徒への手紙5:12 - 21にも示されている通り、イエス・キリストによる救いと切り離して理解することは出来ないともされる。キリストによる恵みが重要であるということを示すためにパウロは罪について論じたと解される。
カトリック教会のカテキズムは原罪について次のように述べている。

「人間は悪の誘惑を受け、神の信頼を裏切り、自らの自由を不正に行使して、神の命令に従わなかった。人間は神の命令に従わないことで、自らの良さを貶める結果となった。…人類の一体性により、全ての人はアダムの罪を引き継ぐことになったが、それと同じようにすべての人間はイエスの義をも受けつぐことができた。どちらにせよ、原罪も神秘であり、人間はそれを完全に理解することはできない。」

創世記3:15 - 19は、原罪の結果、人の世に苦しみ・情欲の乱れ・不毛な生・死が入ったことを示していると解される。死とは生物学的な生命の終わりではなく、人が神のいのちの交わりに到達できないという意味での死である。また、人は成聖の恩寵を喪失したとされる。
罪には社会性があり、一人の人の罪は一個人にとどまらず、周囲に及んで罪の環境のようなものを形成する。原罪と区別される自罪（自分の自由と責任によって犯した罪）は、罪の環境に自分の自由の波長を合わせた行為に出るときに生じる。罪の環境は自分の責任ではないが、各人が背負っており、そこから救われる必要がある。
楽園からの追放は、神による追放でも、人間が別の場所に住むようになったことを意味するのでも無く、罪によって失楽園の状態がつくられていることを指すとされる。失楽園とは、人の世界との関わりが神への道となっておらず、閉鎖的な世界内の循環になっている状態である。本質的には失楽園とは、人に先天的には神の恩恵が無い状態であり、人はここから脱して神のいのちによって救われる必要があるとされる。
洗礼（もしくは血の洗礼、望みの洗礼）によって、原罪も含めた凡ての罪が赦されるとされる。原罪の影響は人間の内に存在するため、人は霊的な戦いをし、その影響に勝つことが求められるとされる。

### プロテスタント
宗教改革期において、プロテスタントは概ね、アウグスティヌスの説に従い付け加えることをしなかったと、プロテスタントからは評される（ただしカトリック教会はアウグスティヌスの説をプロテスタントは誤解していると捉え、トリエント公会議でプロテスタントの原罪にかかる説を予定説などとともに否定している）。
ただし、「プロテスタント」は数ある諸教派の総称であり、プロテスタント内にも教派ごとに原罪にかかる理解に差がある上に、以下、教派ごとの理解の概略を述べるが、それぞれの教派内にも様々な見解の差異がある。
ルター派は原罪を、行為ではなく性質・状況・生来の状態と捉える。原罪と人の本性とは異なるものであるが、人の本性から原罪を切り離すことは神にしか出来ない。洗礼と聖霊による新生のみにより、原罪の結果から逃れることが出来るとする。
アウグスティヌスの教え、およびオランジュ公会議のカノンなどの影響を受け、カルヴァン主義者（改革派教会、長老派教会）は原罪にかかる教理として、アルミニウス主義を否定して成立したドルト信仰基準において全的堕落を確認した。カルヴァン主義においては、全面的に堕落した人間は悪い性質によって本来の性向と意志とが特徴づけられているとされ、救いに必要な霊的な働きをするための意思能力を一切失っているとされる。
ルター派もカルヴァン主義も、原罪により、人類が原義（original righteousness）を喪失したとみなし、堕落後の自由意思を認めない。
これに対し、ジョン・ウェスレーは、アダムによる原罪と堕落により人類が原義（original righteousness）から大きく離れていることは認めたが、堕落を全面的なものとはせず、神の先行的恩寵によって、全ての人はキリストを選ぶか拒絶するかの自由意思を有するとした。アルミニウス主義の影響を受けたウェスレーによるこれらの考え方は、メソジストの教理となった。

## 東方教会

### 正教会
正教会において原罪(ロシア語: Первородный грех, 英語: original sin)に対する認識は西方と幾分異なっている。
正教会においては、西方教会における原罪の概念を否定的に捉えることから原罪という術語を用いる事にさえ慎重な見解をもつ者もいれば、他方、原罪という術語を用いる事自体は忌避していない者もいる。いずれにしても、西方教会における原罪についての理解・論争からは距離をとっている事は共通している。
西方教会では人間全てが完全に堕落し、十字架にかけられ罰を受けるべきだったがキリストが代わりに十字架にかかった、と強調し、東方教会では人間は完全に堕落したわけではないので罰を受ける必要はなかったが、完全な神の像のときアダムが罪を犯したため、完全な神の像であるハリストス（キリスト）が十字架にかかり罪を贖った、と強調する。
正教会は、カトリック教会における教義（1854年決定）である、聖母マリアの無原罪の御宿りを認めない。原罪の結果に対するアウグスティヌスの考え方に同意しない正教会において、無原罪懐胎の教理は、「誤り」であるというよりも、むしろ「不要」なものであると評される。